# 徳川家重

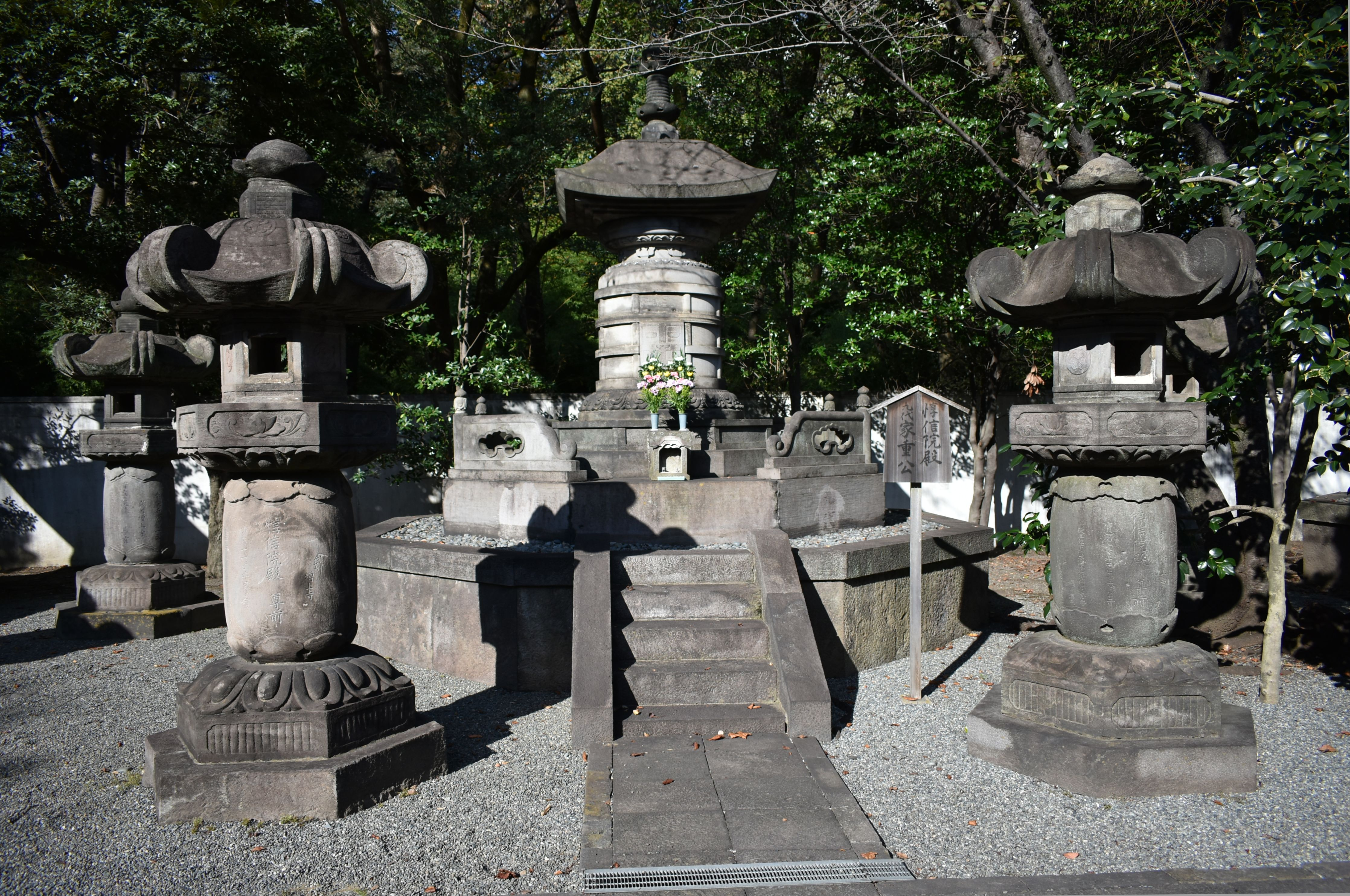
東京都港区芝公園の増上寺にある家重の宝塔（2019年11月4日撮影）

徳川 家重（とくがわ いえしげ）は、江戸時代中期の江戸幕府の第9代将軍（在任：1745年 - 1760年）である。

## 生涯

### 将軍になるまで
正徳元年12月21日（1712年1月28日）、和歌山藩主（後に征夷大将軍）徳川吉宗の長男として江戸赤坂の和歌山藩邸で生まれる。母は家臣・大久保忠直の娘・須磨子（深徳院）。幼名は長福丸。
吉宗が将軍に就任すると同時に江戸城に入り、享保12年（1727年）に元服、それまでの将軍家の慣例に倣い、通字の「家」の字を取って家重と名乗る。生来虚弱の上、障害により言語が不明瞭であったため、幼少から大奥に籠りがちで酒色にふけって健康を害した。享保16年12月（1731年）、一品邦永親王の王女比宮（増子）と結婚した。
発話の難に加え、猿楽（能）を好んで文武を怠ったため、文武に長けた異母弟宗武（田安徳川家の祖）と比べて将軍の継嗣として不適格と見られることも多く、吉宗や幕閣を散々悩ませたとされる。このため、一時は老中首座松平乗邑によって廃嫡および宗武の擁立をされかかったことがある。吉宗は家重を選び、延享2年（1745年）に吉宗は隠居して大御所となり、家重は将軍職を譲られて第9代将軍に就任した。しかし宝暦元年（1751年）に死去するまでは吉宗が大御所として実権を握り続けた。
病身の家重の将軍職継承については、才能云々で次男などに家督を渡すことが相続における長幼の順を乱すことになり、この規律を守らないと兄弟や徳川御三家などの親族さらに派閥家臣らによる後継者争いが権力の乱れを産む、と吉宗が考えたから、とされている。吉宗自身が徳川本家外から来た人間であり、将軍としての血統の正統性が確実ではなかったため、才覚云々ではなく「現将軍の最長子が相続者」という規則を自らが示し守らねばならなかったこと、吉宗自身が将軍後継争いの当事者であったことが背景にある。また、これとは別に、家重の長男家治が父とは逆に非常に聡明であったこと、つまり次世代に期待ができると判断されたことも背景にあったと言われている。家重は吉宗存命中に松平乗邑を老中首座から次席とし、さらに罷免し、さらに減封（加増分没収）、さらに隠居、さらに跡を継いだ乗祐に対し、下総佐倉から出羽山形に転封を命じた。弟の宗武には謹慎を命じ、3年後に謹慎を解いた後も生涯謁見を許さなかった。

### 将軍として
家重の時代は吉宗の推進した享保の改革の遺産があり、綱吉が創設した勘定吟味役を充実させ、現在の会計検査院に近い制度の確立、幕府各部局の予算制度導入、宝暦の勝手造り令で酒造統制の規制緩和など、幾つかの独自の経済政策を行った。しかし負の遺産も背負うこととなり、享保の改革による増税策により一揆が続発し（直接には宝暦5年（1755年）の凶作がきっかけであるが、本質的には増税が原因である）、社会不安が増していった。郡上一揆では、家重は真相の徹底究明を指示し、田沼意次が評定所の吟味に参加し、老中本多正珍、西丸若年寄本多忠央、大目付曲淵英元、勘定奉行大橋親義らが処罰され、郡上藩と相良藩2藩が改易となった。百姓一揆で幕府上層部にまで処罰が及んだ例は郡上一揆が唯一である。また薩摩藩に対して木曽三川の工事を命じ、膨大な財政負担を薩摩藩に負わせた（宝暦治水事件）。京都で宝暦事件が起きたのも、家重が将軍職にあった時期である。また次男重好に江戸城清水門内で屋敷を与えて徳川姓を許し、御三卿体制を整えた。ただ、健康を害した後の家重はますます言語不明瞭が進み、側近の大岡忠光のみが聞き分けることができたため彼を重用し、側用人制度を復活させた。田沼意次が大名に取り立てられたのも家重の時代である。

### 隠居と最期
重用された大岡忠光は、権勢に奢って失政暴政を行うことはなかったと言われる。
宝暦10年4月26日（1760年6月9日）に忠光が死ぬと、家重は5月13日（6月25日）に長男家治に将軍職を譲って大御所と称した。晩年の家重は健康にますます恵まれなくなり、『徳川実紀』でも「年ごろ御多病におはします（連年のように多病であった）」という状態であり、「年来御多病にましますゆへ、いまだ御老年にはなりたまはずといへども、天下の政務、右大将（家治）殿に譲らせられ（家重様は晩年になるとますます多病となり、いまだ老齢ではないというのに、天下の政治を家治様に譲られました）」とある。
宝暦11年（1761年）6月12日、田沼意次の重用を家治に遺言し、死去した。享年51（満49歳没）であった。

## 人物・逸話

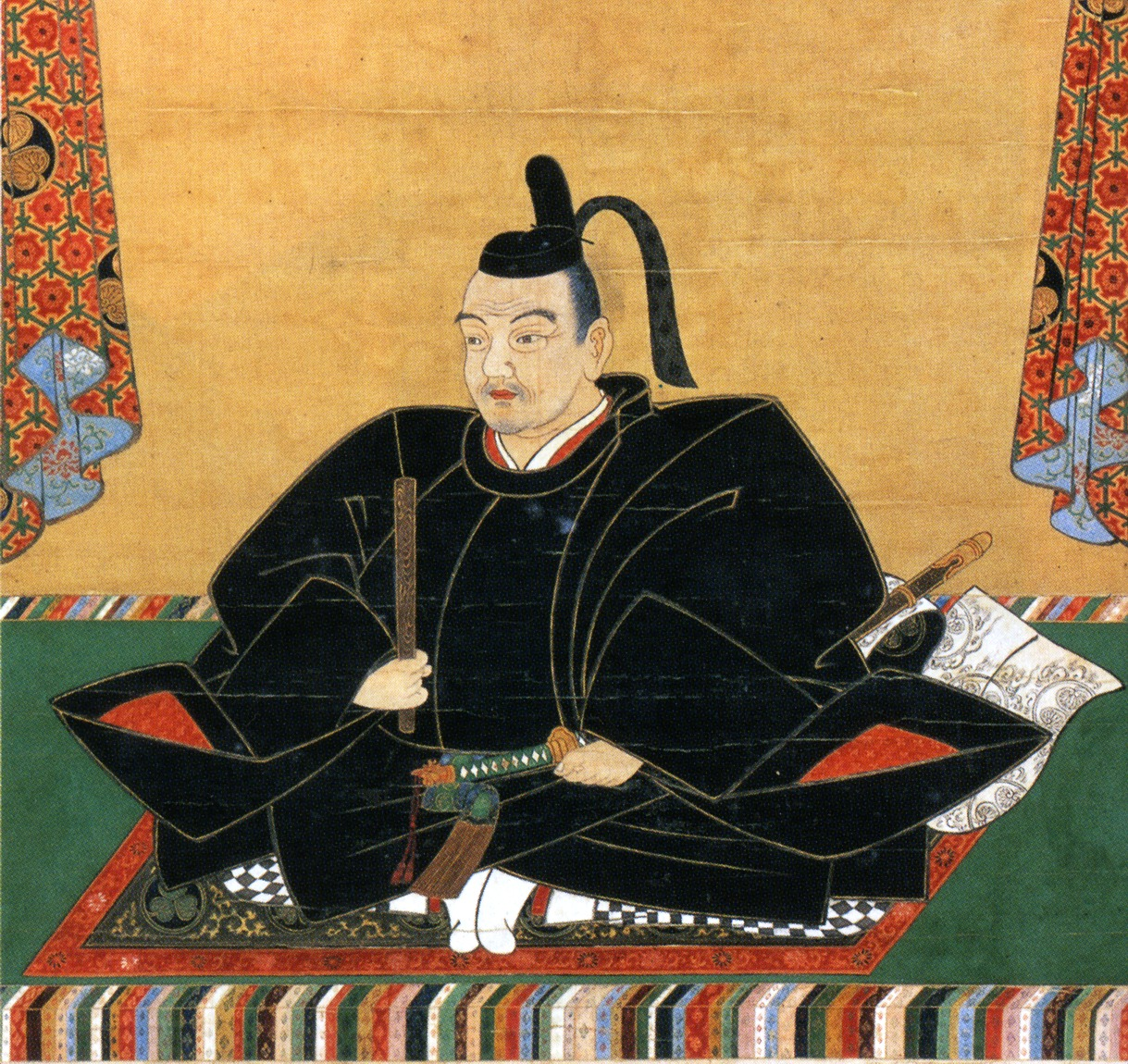
徳川家重像（長谷寺蔵）

- 家重の言語不明瞭は、脳性麻痺による言語障害とする説がある。
- あまりに頻繁に尿意を催していたせいで口さがない人々から小便公方と揶揄された。
  - 江戸城から上野寛永寺へ出向く道中（数km）に2、3箇所も便所を設置させたとされ、少なくともこの時期、いわゆる頻尿であったことは確認できる。
- 御簾中が死去したのち、側室・お幸の方を寵愛した。やがて長男・家治が生まれ、お幸の方は「お部屋様」と崇められた。しかし家重は後に、お千瀬の方を寵愛するようになった。女だけでなく酒にも溺れるようになった家重に対し、お幸の方が注意をしたもののそれを聞かず、むしろ疎むようにさえなった。そうした中、側室との睦みごとの最中にお幸の方が入ってきたことで癇癪を起こし、お幸の方を牢獄に閉じ込めた。それを聞いた吉宗が「嫡男の生母を閉じ込めるのはよくない」と注意し、お幸の方は牢から出られたものの、2人の仲が戻ることはなかったという。
- 太平洋戦争後、増上寺の改修に伴い、同寺境内の徳川将軍家墓所の発掘・移転が行われた。この時、家重を含む、歴代将軍と家族の遺骨が調査された。
  - 家重の頭蓋骨から分かる顔立ちは調査された歴代将軍の中でも最も整った顔立ちをしていた。これは、様々な行事で諸大名に謁見した際に非常に気高く見えたという『徳川実紀』における内容の記述を裏付けている。一方で肖像画ではひょっとこのような顔で描かれている。肖像画の奇妙な顔は顔面麻痺によるものとする説がある。
  - 歯には約45度の角度での磨耗が見られ、これにより、少なくとも乳歯から永久歯へと生え変わって以降、四六時中歯ぎしりを行なっていたと推察された。これはアテトーゼタイプの脳性麻痺の典型的症状としても見られるものである。また頻尿は排尿障害によるものと考えられ、死因は尿路感染、尿毒症のためと推測されている[5]。
  - 血液型はA型であった[6]。
  - 四肢骨から推定した身長は156.3cmであった。これは、当時の男性の平均身長（157.1cm）よりわずかに低く、当時の女性の平均身長（145.6cm）より10cm高い[7]。

## 評価
『徳川実紀』には、「近習の臣といえども、常に見え奉るもの稀なりしかば、御言行の伝ふ事いと少なし（側近の家臣といえども、常にお目にかかれることは少なかったため、その様子が伝わることはとても少なかった）」・「御みずからは御襖弱にわたらせ給ひしが、万機の事ども、よく大臣に委任せられ、御治世十六年の間、四海波静かに万民無為の化に浴しけるは、有徳院（吉宗）殿の御余慶といへども、しかしながらよく守成の業をなし給ふ（ご自身は身体があまり強くなかったが、国政の様々な事柄は幕臣にうまく委ねられ、その16年間の治世において、国中は平穏で、人々は安らかに暮らすことができた。それは吉宗の恩恵によるものも大きいとはいえ、しかしよく治世を守り安定した政治を行われた）」と記されている。
大東文化大学教授・土肥鑑高は、家重について以下のように評している。
```
『徳川実紀』のような幕府の正式記録に、家重についての不都合な記録は直接的にはとどめられはしなかったが、かといって、その人柄を褒めたたえるような記録も余り見られないのも事実である。一般に『徳川実紀』の付録には、将軍の事績について褒めたたえた記録が多いのであるが、家重についてはそれが見当たらず、「御齢たけたまうに従い、次第に御病多くならせられ、
延享
のはじめ御継統の後も、朝会の外には多く後宮にのみおわしける。よって近習の臣といえども、常に見え奉るもの稀なりしかば、御言行の伝ふ事いと少なし」とあるくらいである
[
8
]
[
9
]
。
```

また、土肥は以下のようにも見ている。
```
『徳川実紀』の家重の項に、最後に次のように触れている。「いつの日か、家重が盆花を喜んだので、近侍の面々が、思い思いに珍しい花などを献上したのに、盆花を返された。また、盤上の器皿がいささかいたんでいたのに、家重は手を付けて、すぐもとのようにして咎めなかった。もしこのことが公にされたら、配膳の者が重い罪になるところ、そのままにされたので、何事もなかった」。この2つの話をもとに、「これらのことにても御仁徳の至りふかうわたらせ給ふと、はた多美の弊を防ぎ給ふ御心の一端ははかりしり奉るべきなり。御みずからは御襖弱にわたらせ給ひしが、万機の事ども、よく大臣に委任せられ、御治世十六年の間、四海波静かに万民無為の化に浴しけるは、有徳院（吉宗）殿の御余慶といへども、しかしながらよく守成の業をなし給ふによれるものなるべし」と結んでいることから、『徳川実紀』の性格もさることながら、いかに家重のその人柄を褒めたたえるかに苦しんでいるさまがありありとするであろう
[
10
]
[
11
]
。
```

## 経歴
- 享保9年（1724年）11月15日、将軍後継者となる。
- 享保10年（1725年）4月9日、従二位権大納言に叙任。元服して家重と名乗る。
- 寛保元年（1741年）8月7日、右近衛大将を兼帯。
- 延享2年（1745年）11月2日、正二位内大臣に昇進。右近衛大将元の如し。併せて征夷大将軍源氏長者宣下。
- 宝暦10年（1760年）
  - 2月4日、右大臣に昇進。
  - 4月1日、征夷大将軍を辞す。
- 宝暦11年（1761年）
  - 6月12日、死去。
  - 7月24日、贈正一位太政大臣。

## 系譜
- 正室：比宮（證明院） - 邦永親王王女
- 側室：梅渓幸子（至心院） - 梅渓通条娘
  - 長男：家治 - 10代将軍
- 側室： 於遊（安祥院） - 松平親春養女、三浦義周の娘
  - 次男：重好 - 清水徳川家初代
- 猶子：尊峰入道親王 - 京極宮家仁親王王子、桜町天皇養子

## 偏諱を与えた人物
- 徳川重好[12]
- 徳川重倫
- 松平重富
- 伊達重村
- 上杉重定
- 前田重煕
- 前田重靖
- 前田重教
- 池田重寛
- 浅野重晟
- 毛利重就
- 蜂須賀重喜
- 鍋島重茂
- 細川重賢
- 島津重年
- 島津重豪

## 関連作品

### 小説
- 近藤五郎『剣豪将軍 徳川家重』(コスミック出版)
- 松本清張「通訳」（言語が不明瞭だった家重と、その言語を唯一解することのできる大岡忠光との間の、心理的葛藤を描く短編小説）
- 村木嵐『まいまいつぶろ』（幻冬舎、2023年）（家重と大岡忠光との間の、人間的友情と信頼関係を描く長編小説）

### テレビドラマ
- 大奥（1968年、関西テレビ、演：伊村賢一郎→川口浩）
- 影の軍団II (1981 - 1982年、関西テレビ、演：石橋蓮司）
- 傑作怪談シリーズ「大奥悪霊の館」（1981年、フジテレビ時代劇スペシャル、演：和田浩治）

この作品の家重は、史実と違って聡明であり、また、言語も明瞭である。
- 八代将軍吉宗（1995年、NHK大河ドラマ、演：中村梅雀）
- 逃亡者おりん（2006年、テレビ東京、演：小林隆）
- 大奥（2023年、NHKドラマ10、演：三浦透子）※男女逆転設定
- 大奥（2024年、フジテレビ木曜劇場、演：高橋克典）
- 新・暴れん坊将軍（2025年、テレビ朝日、演：西畑大吾）

この作品の家重は、鍛錬である程度身体障碍を克服しており、江戸言葉（べらんめえ口調）であれば会話できるほか、左腕のみでレイピアを模した短剣を扱う。

### 情報番組
- 超歴史ミステリーロマン（2006年、テレビ東京、演：水野裕子）

### 漫画
- よしながふみ『大奥』（白泉社）※男女逆転設定
- 福田宏『常住戦陣!!ムシブギョー』（小学館）